# Паулет, Уильям, 3-й маркиз Уинчестер
Уильям Паулет, 3-й маркиз Уинчестер (англ. William Paulet, 3rd Marquess of Winchester; ок. 1532 — 24 ноября 1598) — английский аристократ.

## Биография
Уильям Паулет родился приблизительно в 1532 году и стал старшим сыном Джона Паулета, 2-го маркиза Уинчестера (ок. 1510—1576), и его первой жены Элизабет Уиллоуби. Его дедом по материнской лини был Роберт Уиллоуби, 2-й барон Уиллоуби де Брок (ок. 1472—1521). 30 ноября 1553 года на коронации Марии I Тюдор Уильям был посвящён в рыцари Бани.
Должности, которые он занимал во время своей карьеры, включали:
- Мировой судья Гэмпшира, около 1559 года
- Шериф Гэмпшира 1560—1561
- Мировой судья Дорсета с 1564 года
- Комиссар по сборам, Дорсет, 1569 год
- Главный стюард Дорчестера, к 1570 году
- Лорд-лейтенант Дорсета в 1569 и 1585/1586-1598 годах
- Член Палаты общин от Дорсета, 1571
- Лорд-лейтенант Гэмпшира 1585
- Лорд-лейтенант Гэмпшира 1585—1586
- Лорд-верховный стюард на похоронах Марии, королевы Шотландии, 1 августа 1587 года
- Лорд-лейтенант Гэмпшира 1596
- Уполномоченный по церковным делам, епархия Винчестера 1597

Уильям Паулет был вызван в парламент 5 мая 1572 года в качестве барона Сент-Джона, дочернего титула его отца. Он сменил своего отца на посту 3-го маркиза Уинчестера 4 ноября 1576 года. В октябре 1586 года он был одним из судей на процессе над Марией Стюарт, королевой Шотландии, позже исполнявшей обязанности верховного лорда-стюарда на её похоронах 1 августа 1587 года.
Он известен как автор «Лорда маркиза безделья», акростиха из шести латинских стихов. Она была опубликована в 1586 и 1587 годах.
Уильям Паулет умер 24 ноября 1598 года и был похоронен в Бейзинге, графство Гэмпшир. 

## Брак и дети
Между 20 июня 1544 и 10 февраля 1547/1548 годом Уильям Паулет женился на Энн или Агнес Говард, дочери Уильяма Говарда, 1-го барона Говарда Эффингема (1510—1573)и его первой жены, Кэтрин Броутон, и имел детей:
- Уильям Паулет, 4-й маркиз Уинчестер, умер 4 февраля 1629 года, женился на Люси Сесил, дочери Томаса Сесила, 1-го графа Эксетера
- Энн Паулет, родилась в 1552 году, вышла замуж за сэра Томаса Дэниса (Денниса) из Холкомба Бернелла, Девон.
- Кэтрин Паулет, замужем за сэром Джайлсом Броутоном
- Элизабет Паулет, замужем за сэром Эдвардом Хоби[10].

Брак не был счастливым, и супруги помирились только один раз, благодаря вмешательству королевы Англии Елизаветы I. Маркиза умерла 18 ноября 1601 года.
У Уильяма Паулета также были дети от его признанной любовницы Джейн Ламберт, которая позже вышла замуж за гораздо более молодого сэра Джеррарда Флитвуда:
- Сэр Уильям Паулет, умер в 1628 году, юрист в Лондоне, позже из Эдингтоне, Уилтшир. Главный шериф Уилтшира в 1613 году, был женат на Элизабет, дочери сэра Джона Сеймура
- Сэр Джон Паулет, адвокат в Уинчестере, женился на Элизабет, дочери Джона Стампа
- Сэр Геркулес Паулет, родился в 1574 году, женился на Бриджит, дочери сэра Генри Гиффорда
- Гектор Паулет, родился в 1578 году, женился на Джоан Батлер
- Сьюзан или Сюзанна Паулет, замужем, во-первых, за Томасом Киркби, а во-вторых, за Ланселотом Уорнффордом.